# 고크스타호

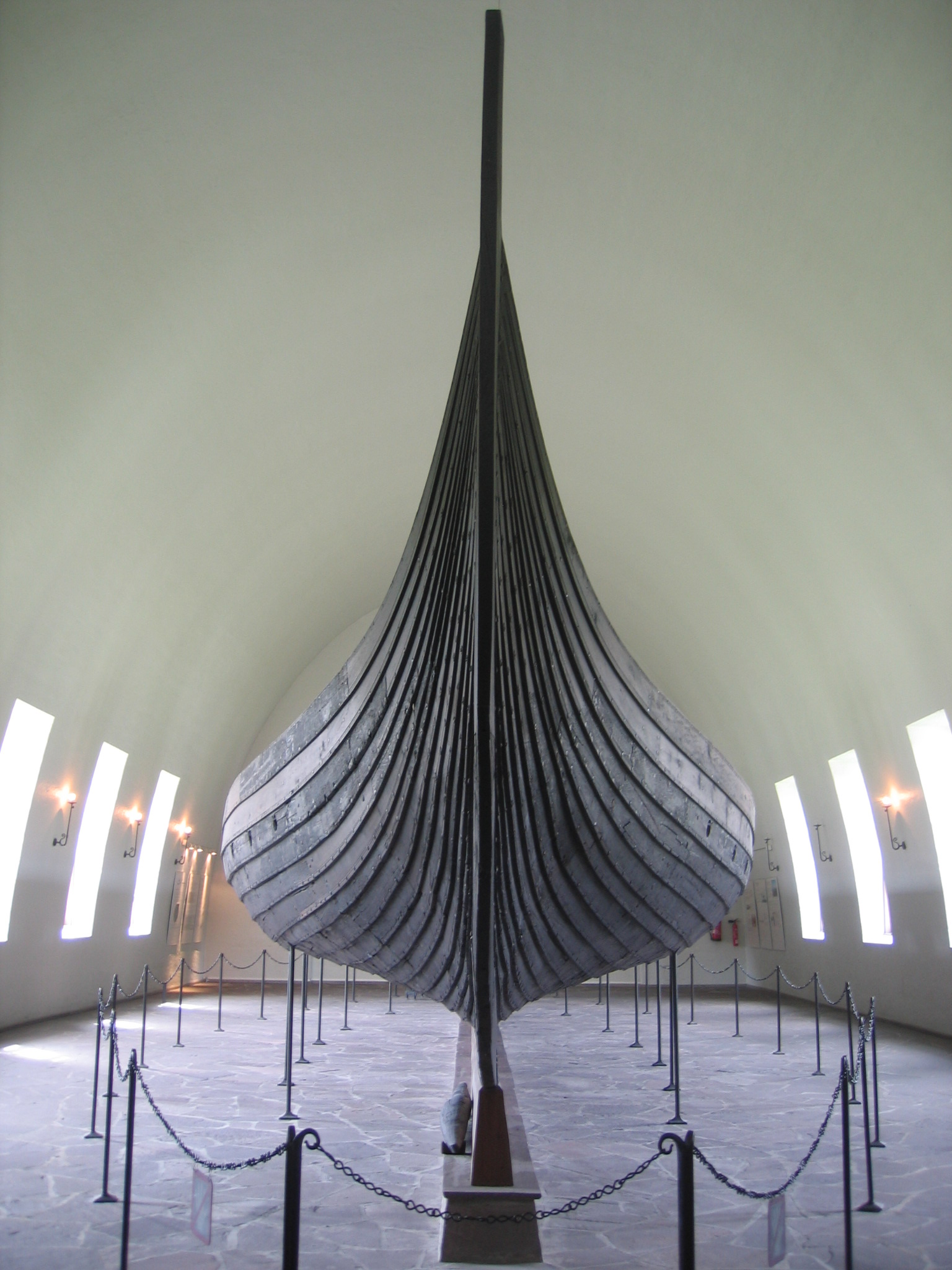
오슬로 바이킹 배 박물관에 있는 고크스타호

고크스타호(Gokstad ship) 또는 곡스타드호는 1880년에 노르웨이 베스트폴주의 산다르와 사네피오르에 있는 고크스타 지방의 봉분에서 발견된 9세기 바이킹 배이다. 노르웨이 수도 오슬로에 있는 바이킹 배 박물관에 전시되어 있다. 노르웨이에서 가장 큰 바이킹 선박이다.

## 발견
배가 발견된 장소는 경작지 위에 위치해 있었으며, 오랫동안 ‘곡스타드하우겐(Gokstadhaugen)’ 또는 ‘콩스하우겐(Kongshaugen)’이라 불려왔다. 이 이름은 각각 고대 노르드어의 konungr(왕)와 haugr(무덤 또는 언덕)을 어원으로 한다. 그러나 노르웨이의 다른 지역에도 비슷한 이름을 가진 장소가 많았기 때문에, 이 이름의 의미는 전설이나 민담 정도로 여겨지며 크게 주목받지 못했다. 1880년, 곡스타드 농장 주인의 아들들이 이 지역에 얽힌 전설을 듣고, 아직 얼어 있는 땅을 파던 중 배의 뱃머리를 발견했다. 이 소식이 퍼지자, 당시 고대 노르웨이 유적 보존 협회(Society for the Preservation of Ancient Norwegian Monuments)의 회장이었던 니콜라이 니콜라이센(Nicolay Nicolaysen)이 1880년 2월 현장을 찾았다. 그는 그것이 고대 유물임을 확인하고, 발굴 작업을 중단시키기 위한 조처를 취했다. 이후 니콜라이센은 다시 현장을 찾아 무덤의 크기를 측정했으며, 오랜 세월 경작이 계속된 탓에 높이는 5미터로 낮아졌지만, 여전히 50미터 × 43미터의 크기를 유지하고 있음을 확인했다. 그는 팀과 함께 정상에서부터가 아닌 옆면에서부터 무덤을 발굴하기 시작했고, 이틀째 되는 날 배의 뱃머리를 다시 발견했다.

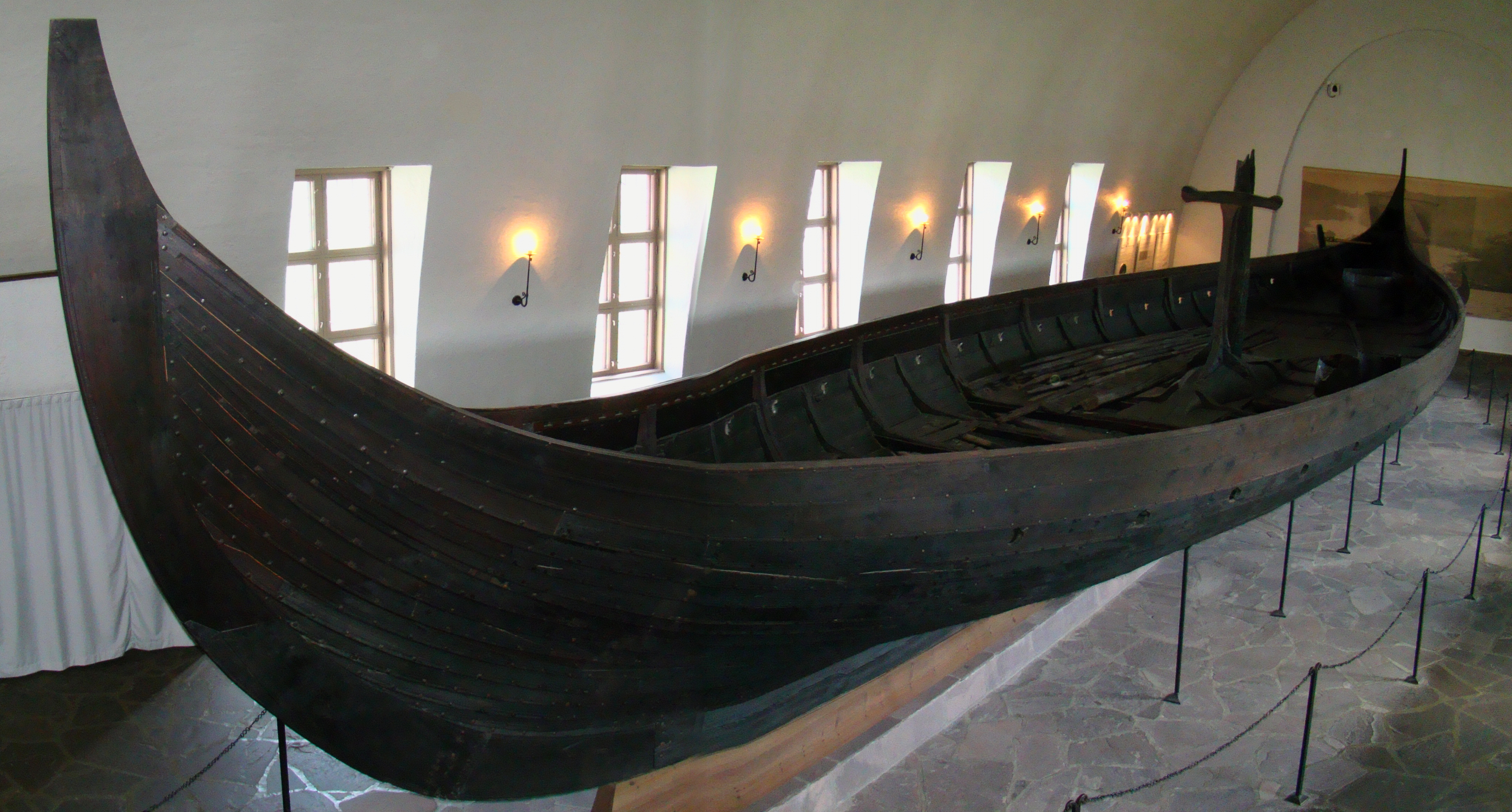
고크스타호의 옆모습